# Tipula (Vestiplex) scripta
Tipula (Vestiplex) scripta is een tweevleugelige uit de familie langpootmuggen (Tipulidae). De soort komt voor in het Palearctisch gebied.